# Taleporia tubulosa
Taleporia tubulosa là một loài bướm đêm nhỏ từ họ (Psychidae). Nó hiện diện ở châu Âu, từ miền nam Scotland, qua phía tây và trung Âu, phía đông đến tận Nga và Balkan. Ở phía bắc it được tìm thấy ở Fennoscandia. Tại các khu vực núi nó được tìm thấy ở độ cao 1.800 mét trên mực nước biển.

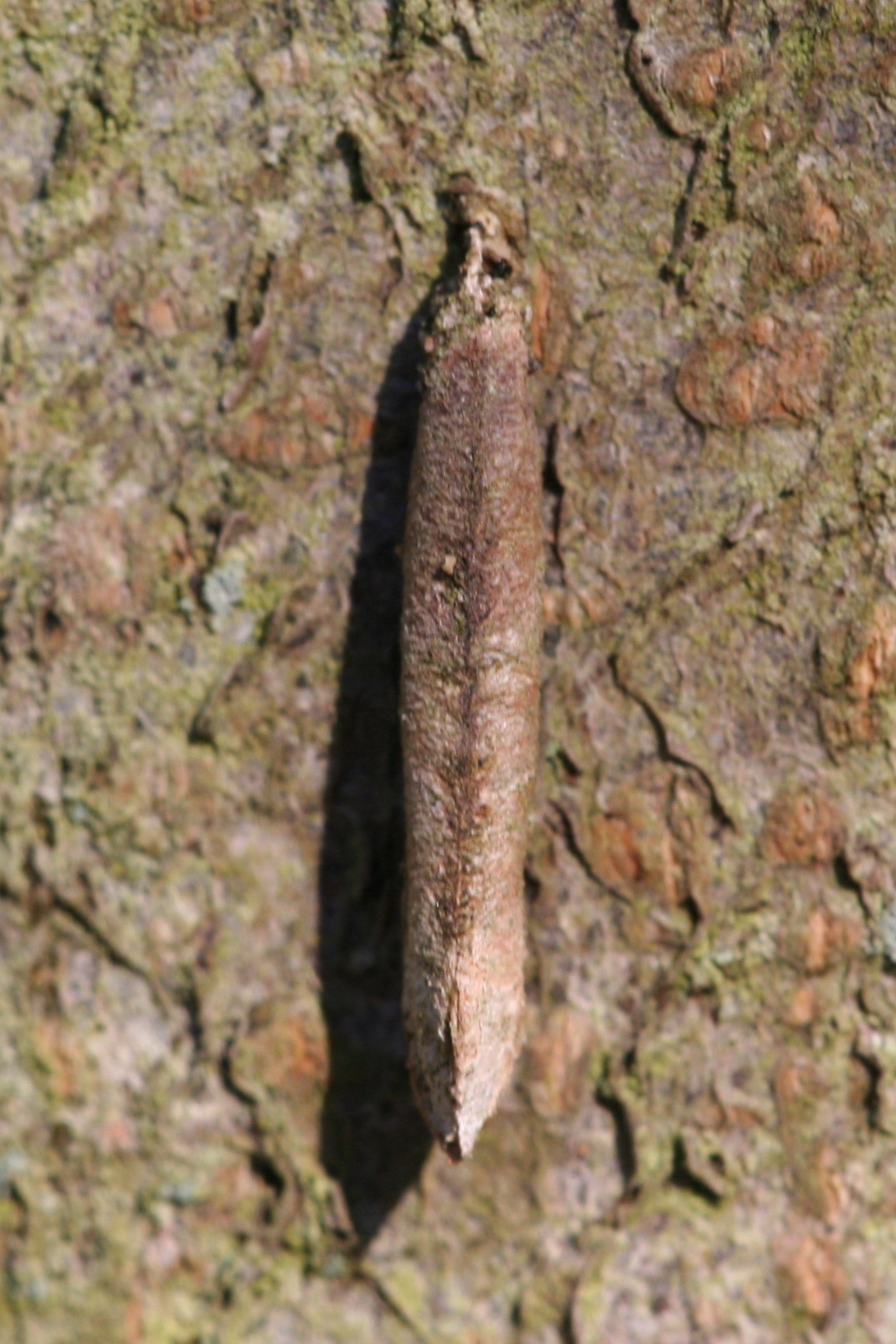
Tổ sâu bướm

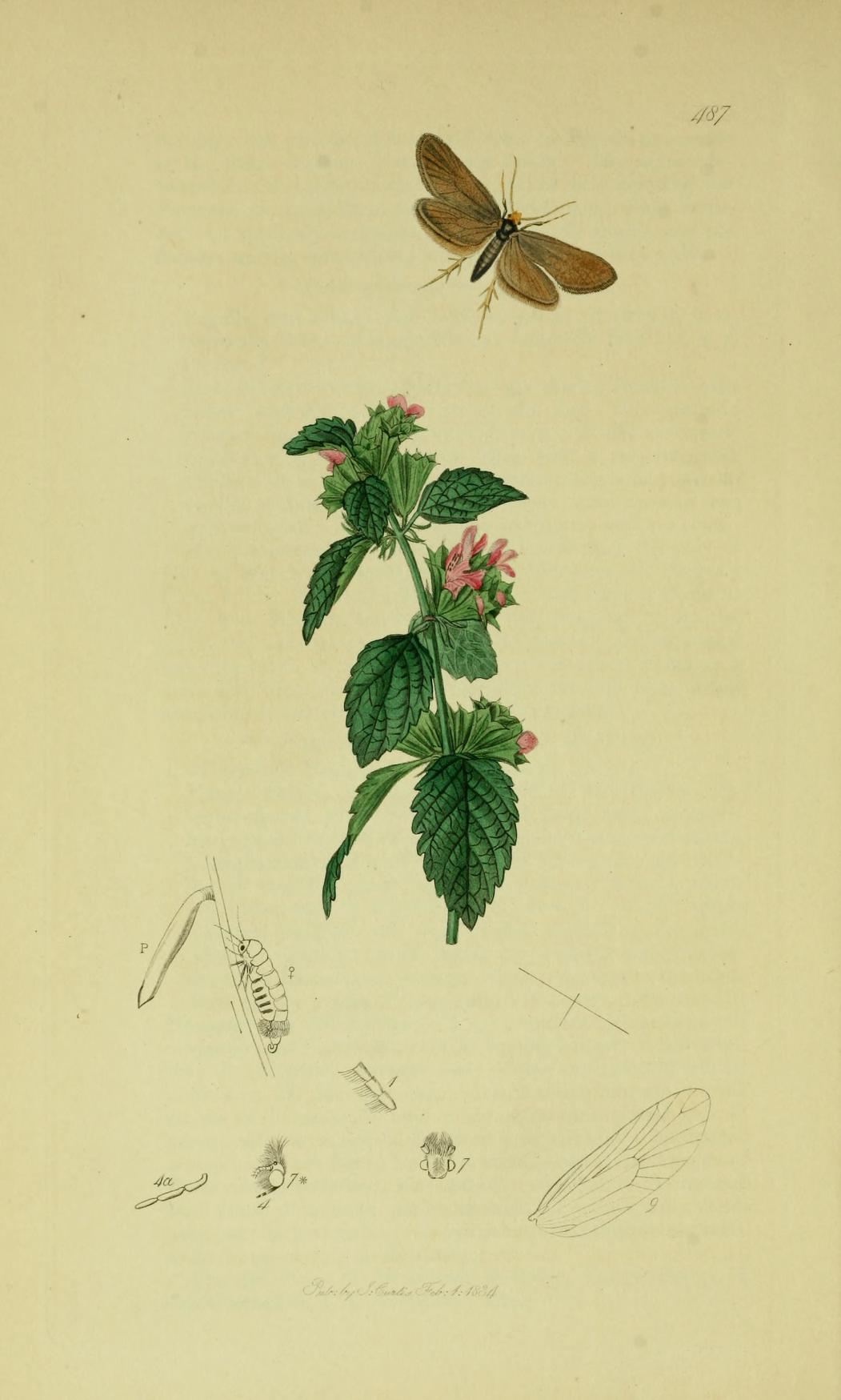
Minh hoạc từ John Curtis's British Entomology Volume 6

Cánh con đực màu nây hơi xám, sải cánh 15–19 mm. Con cái không có cánh.
Sâu bướm ăn địa y từ chi Parmelia, nhưng chúng cũng có thể ăn các xác cây. Con bướm trưởng thành bay từ tháng 5 - tháng 6

## Cước chú
1. ↑  Grabe (1942)